# Hardin (Montana)
Hardin es una ciudad ubicada en el condado de Big Horn en el estado estadounidense de Montana. En el Censo de 2010 tenía una población de 3505 habitantes y una densidad poblacional de 527,6 personas por km². Se encuentra ubicada a la orilla del río Bighorn poco antes de su desembocadura en el río Yellowstone, que es un afluente del Misuri.

## Geografía

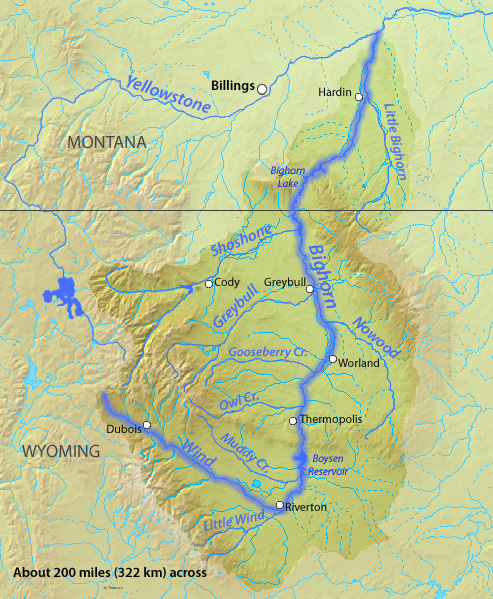
Hardin en un mapa del río Bighorn

Hardin se encuentra ubicada en las coordenadas 45°44′32″N 107°36′29″O / 45.74222, -107.60806. Según la Oficina del Censo de los Estados Unidos, Hardin tiene una superficie total de 6.64 km², de la cual 6.64 km² corresponden a tierra firme y (0%) 0 km² es agua.

## Demografía
Según el censo de 2010, había 3505 personas residiendo en Hardin. La densidad de población era de 527,6 hab./km². De los 3505 habitantes, Hardin estaba compuesto por el 49.84% blancos, el 0.74% eran afroamericanos, el 40.8% eran amerindios, el 1.23% eran asiáticos, el 0.06% eran isleños del Pacífico, el 2.2% eran de otras razas y el 5.14% pertenecían a dos o más razas. Del total de la población el 7.08% eran hispanos o latinos de cualquier raza.